# Howard A. Smith
Pour les articles homonymes, voir Smith et Howard Smith.
Howard Alexander Smith — né 17 juin 1912 à Peoria (Illinois), mort 23 janvier 2002) — est un monteur américain, généralement crédité Howard A. Smith ou Howard Smith.

## Biographie
Au cinéma, Howard A. Smith est monteur de soixante-dix-huit films américains sortis entre 1942 et 1975, dont les westerns La Descente tragique de Ray Enright (1948, avec Randolph Scott et Barbara Britton) et À l'ombre des potences de Nicholas Ray (1955, avec James Cagney et Viveca Lindfors), le drame L'Orchidée noire de Martin Ritt (1958) et la comédie La Diablesse en collant rose de George Cukor (1960), tous deux avec Anthony Quinn et Sophia Loren, Diamants sur canapé de Blake Edwards (1961, avec Audrey Hepburn et George Peppard), ou encore L'Inconnu du gang des jeux de Daniel Mann (1962, avec Dean Martin et Lana Turner).
Pour la télévision, il contribue à quatre téléfilms et neuf séries de 1956 à 1979, dont Les Mystères de l'Ouest (un épisode, 1966), Gunsmoke (cinquante-cinq épisodes, 1965-1975) et Hawaï police d'État (douze épisodes, 1968-1977).

## Filmographie partielle

### Cinéma

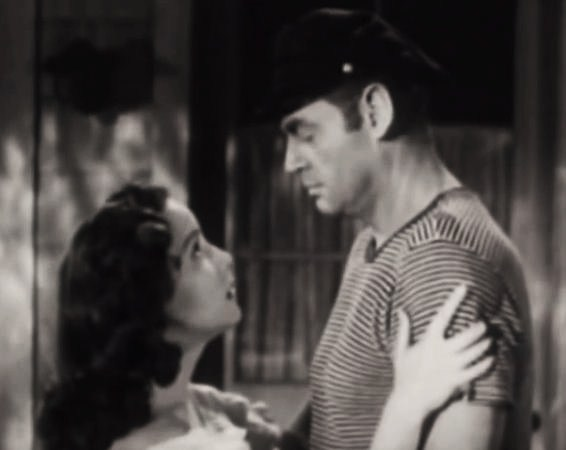
Swamp Fire (1946) :
Carol Thurston et Johnny Weissmuller

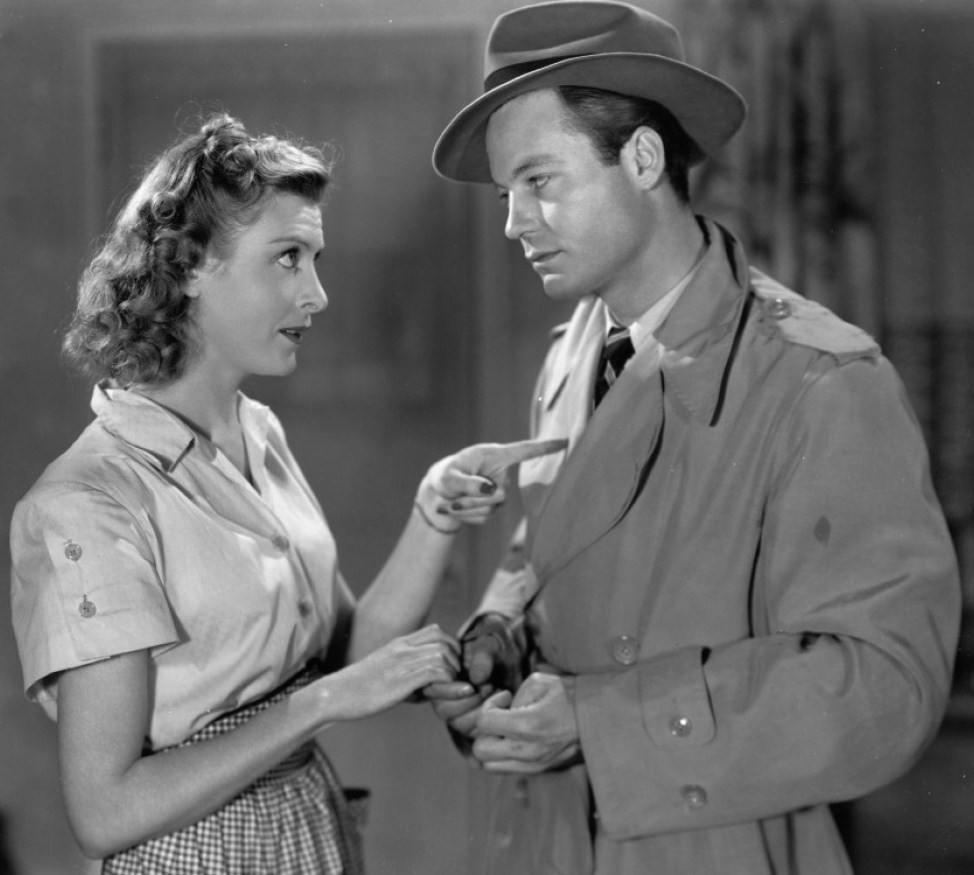
Angoisse dans la nuit (1947) :
Ann Doran et DeForest Kelley

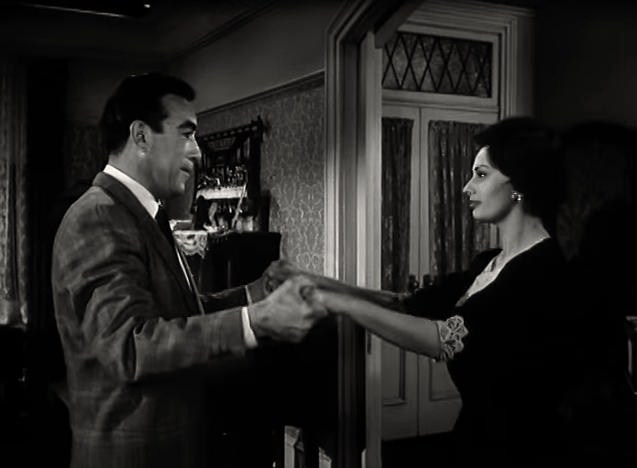
L'Orchidée noire (1958) :
Anthony Quinn et Sophia Loren

- 1944 : Double Exposure de William Berke
- 1945 : Follow That Woman de Lew Landers
- 1946 : Swamp Fire de William H. Pine
- 1947 : L'Île aux serpents (Adventure Island) de Sam Newfield
- 1947 : Angoisse dans la nuit (Fear in the Night) de Maxwell Shane
- 1948 : La Descente tragique (Albuquerque) de Ray Enright
- 1948 : Mr. Reckless de Frank McDonald
- 1949 : El Paso, ville sans loi (El Paso) de Lewis R. Foster
- 1949 : L'Homme au chewing-gum de Lewis R. Foster
- 1950 : Tripoli de Will Price
- 1950 : L'Aigle et le Vautour (The Eagle and the Hawk) de Lewis R. Foster
- 1950 : Haines (The Lawless) de Joseph Losey
- 1951 : La Caravane des évadés (Passage West) de Lewis R. Foster
- 1951 : Le Dernier Bastion (The Last Outpost) de Lewis R. Foster
- 1952 : Le Trésor des Caraïbes (Caribbean) d'Edward Ludwig
- 1952 : Hong Kong de Lewis R. Foster
- 1954 : L'Appel de l'or (Jivaro) d'Edward Ludwig
- 1955 : À l'ombre des potences (Run for Cover) de Nicholas Ray
- 1955 : Une femme extraordinaire (Lucy Gallant) de Robert Parrish
- 1956 : Un vrai cinglé de cinéma (Hollywood of Bust) de Frank Tashlin
- 1956 : Guet-apens chez les Sioux (Dakota Incident) de Lewis R. Foster
- 1957 : Amour frénétique (Loving You) d'Hal Kanter
- 1957 : Le Délinquant involontaire (The Delicate Delinquent) de Don McGuire
- 1958 : L'Orchidée noire (The Black Orchid) de Martin Ritt
- 1958 : La Meneuse de jeu (The Matchmaker) de Joseph Anthony
- 1959 : Une espèce de garce (That Kind of Woman) de Sidney Lumet
- 1960 : La Diablesse en collant rose (Heller in Pink Tights) de George Cukor
- 1960 : Un scandale à la cour (A Breath of Scandal) de Michael Curtiz
- 1961 : Il a suffi d'une nuit (All in a Night's Work) de Joseph Anthony
- 1961 : Diamants sur canapé (Breakfast at Tiffany's) de Blake Edwards
- 1962 : L'enfer est pour les héros (Hell is for Heroes) de Don Siegel
- 1962 : L'Inconnu du gang des jeux (Who's Got the Action?) de Daniel Mann
- 1964 : Ride the Wild Surf de Don Taylor et Phil Karlson
- 1975 : Les Gagneurs (Murf the Surf) de Marvin J. Chomsky

### Télévision
Séries
- 1965 : L'Île aux naufragés (Gilligan's Island), saison 2, épisode 3 Le Petit Dictateur (The Little Dictator) de Jack Arnold
- 1966 : Les Mystères de l'Ouest (The Wild Wild West), saison 2, épisode 6 La Nuit de la soucoupe volante (The Night of the Flying Pie Plate) de Robert Sparr
- 1967-1968 : Cimarron (Cimarron Strip), saison unique, 6 épisodes
- 1969 : Max la Menace (Get Smart), saison 4, 4 épisodes
- 1965-1975 : Gunsmoke ou Police des plaines (Gunsmoke ou Marshal Dillon), saisons 10 à 20, 55 épisodes
- 1968-1977 : Hawaï police d'État (Hawaii Five-0), saisons 1 à 9, 12 épisodes

Téléfilms
- 1970 : Cutter's Trail de Vincent McEveety
- 1971 : Le Retour du tueur (Mongo's Back in Town) de Marvin J. Chomsky
- 1973 : The Man Who Died Twice de Joseph Sargent